# Timo Sarpaneva
Timo Tapani Sarpaneva (né le 31 octobre 1926 à Helsinki en Finlande et mort le 2 octobre 2006 à Helsinki), est un artiste finlandais, designer de renommée mondiale, créateur d'objets en verre. 

## Reconnaissance
- Médaille d'or à la Triennale de Milan pour ses objets en verre Orchidée et Kayak.
- Membre de la Royal Society of Arts d'Angleterre.
- Médaille Pro Finlandia